# Голосківська сільська рада (Кам'янець-Подільський район)
Голо́сківська сільська́ ра́да — адміністративно-територіальна одиниця та орган місцевого самоврядування в Кам'янець-Подільському районі Хмельницької області. Адміністративний центр — село Голосків.
Тепер її територія (3 села) входить до складу Гуменецької сільської ради:
Рішенням тридцять третьої позачергової сесії VI скликання Хмельницької обласної ради від 13.08.2015 затверджено створення Гуменецької об’єднаної територіальної громади. До складу громади увійшли території Абрикосівської сільської ради, Великозаліської сільської ради, Голосківської сільської ради, Гуменецької сільської ради, Думанівської сільської ради, Залісся Другої сільської ради, Нігинської сільської ради, Супрунковецької сільської ради.
Старости сіл на офіційному сайті [Архівовано 29 серпня 2016 у Wayback Machine.] Гуменецької громади

## Загальні відомості
Голосківська сільська рада утворена в 1918 році.
- Територія ради: 55,41 км²
- Населення ради: 2 757 осіб (станом на 2001 рік)
- Територією ради протікає річка Смотрич

На території сільради функціонують: 2 відділення зв'язку; 5 магазинів; 2 ФАП; ЗОШ 1-3 ступ., 2 ЗОШ 1 ступ.; Будинок культури, 2 клуби, З бібліотеки.

## Населені пункти
Сільській раді були підпорядковані населені пункти:
|             | Населення (осіб) | Площа (км²) |
| ----------- | ---------------- | ----------- |
| с. Голосків | 1 661            | 4,211       |
| с. Пудлівці | 785              | 1,519       |
| с. Улянівка | 311              | 0,509       |

## Історія
Утворена в січні 1918 року. Територія була в складі Довжоцької волості Кам'янецького повіту. Сільраді підпорядковувалися с. Голосків, с. Кептинці, вис. Улянівка (з 1928 р.). 10.03.1960 р. об'єднано Голосківську і Пудлівецьку сільради в одну Голосківську з центром в с. Голосків. 12.01.1967 р. об'єднано села Голосків, Кептинці, Цівківці в один населений пункт — с. Голосків. 23.12.1994 р. відновлено Зіньковецьку сільраду з центром в с. Зіньківці. Станом на 7.03.1998 р. до складу сільради входять села Голосків, Пудлівці, Улянівка. Під час адміністративно-територіальних реформ відносилась до Кам'янець-Подільського (з 7.03.1923 р.) району.

## Склад ради
Рада складалася з 16 депутатів та голови.
- Голова ради: Парова Валентина Тимофіївна
- Секретар ради: Мандзюк Євгена Іванівна

### Керівний склад попередніх скликань
| Прізвище, ім'я, по батькові | Основні відомості                                                 | Дата обрання | Дата звільнення |
| --------------------------- | ----------------------------------------------------------------- | ------------ | --------------- |
| Парова Валентина Тимофіївна | Сільський голова, 1950 року народження, освіта вища, позапартійна | 26.03.2006   | 31.10.2010      |
| Парова Валентина Тимофіївна | Сільський голова, 1950 року народження, освіта вища, позапартійна | 31.10.2010   |                 |

Примітка: таблиця складена за даними сайту Верховної Ради України

### Депутати
За результатами місцевих виборів 2010 року депутатами ради стали:

#### За суб'єктами висування
| Суб'єкт висування             | Кількість обраних депутатів | %    |
| ----------------------------- | --------------------------- | ---- |
| Політична партія «Фронт Змін» | 8                           | 50   |
| Самовисування                 | 5                           | 31,3 |
| Народна партія                | 3                           | 18,8 |

#### За округами
| № округу                      | Прізвище, ім'я, по батькові       | Дата визнання обраним | Освіта             | Партійна приналежність              | Відомості про обраного депутата                         |
| ----------------------------- | --------------------------------- | --------------------- | ------------------ | ----------------------------------- | ------------------------------------------------------- |
| Народна Партія                |                                   |                       |                    |                                     |                                                         |
| 1                             | Сорока Алла Володимирівна         | 02.11.2010            | вища               | позапартійна                        | Голосківська загальноосвітня школа І-ІІІ ст., вчитель   |
| 14                            | Люзняк Людмила Іванівна           | 02.11.2010            | середня спеціальна | позапартійна                        | Дитячий садок с. Голосків, завідувачка                  |
| 16                            | Стадник Діна Борисівна            | 02.11.2010            | вища               | позапартійна                        | тимчасово не працює                                     |
| Політична партія «Фронт Змін» |                                   |                       |                    |                                     |                                                         |
| 2                             | Джубаба Неоніла Михайлівна        | 02.11.2010            | вища               | позапартійна                        | тимчасово не працює                                     |
| 3                             | Тетервак Іван Володимирович       | 02.11.2010            | середня спеціальна | позапартійний                       | тимчасово не працює                                     |
| 7                             | Корчистий Микола Михайлович       | 02.11.2010            | середня спеціальна | позапартійний                       | тимчасово не працює                                     |
| 8                             | Фабіянова Алла Олександрівна      | 02.11.2010            | вища               | член Політичної партії «Фронт Змін» | ВФ СТОВ «Іскра», головний економіст                     |
| 9                             | Верхова Марія Борисівна           | 02.11.2010            | середня спеціальна | позапартійна                        | Поштове відділення с. Голосків, завідувачка             |
| 10                            | Когунь Микола Мирославович        | 02.11.2010            | вища               | позапартійний                       | тимчасово не працює                                     |
| 11                            | Демчук Олена Вікторівна           | 02.11.2010            | середня спеціальна | позапартійна                        | Голосківська сільська рада                              |
| 12                            | Сторожук Анатолій Васильович      | 02.11.2010            | вища               | позапартійний                       | Голосківська загальноосвітня школа І-ІІІ ст., вчитель   |
| Самовисування                 |                                   |                       |                    |                                     |                                                         |
| 4                             | Юрчишина Тетяна Михайлівна        | 02.11.2010            | середня спеціальна | позапартійна                        | фельдшерсько-акушерський пункт с. Голосків, акушер      |
| 5                             | Мандзюк Євгена Іванівна           | 02.11.2010            | середня спеціальна | позапартійна                        | Голосківська сільська рада, секретар                    |
| 6                             | Бедик Антоніна Іванівна           | 02.11.2010            | середня спеціальна | позапартійна                        | фельдшерсько-акушерський пункт с. Голосків, завідувачка |
| 13                            | Воронюк Микола Володимирович      | 02.11.2010            | вища               | позапартійний                       | Кам — Под філія «Хмельницькгаз», робітник               |
| 15                            | Боратинський Андрій Олександрович | 02.11.2010            | вища               | позапартійний                       | Райвідділ земельних ресурсів, начальник відділу         |